# Viscosia viscosula
Viscosia viscosula is een rondwormensoort uit de familie van de Oncholaimidae.